# Майк Джонсон (хокеїст)
Майк Джонсон (англ. Mike Johnson, нар. 3 жовтня 1974, Скарборо, Онтаріо) — канадський хокеїст, що грав на позиції крайнього нападника. Грав за збірну команду Канади.
Провів понад 600 матчів у Національній хокейній лізі.

## Ігрова кар'єра
Хокейну кар'єру розпочав 1993 року.
Протягом професійної клубної ігрової кар'єри, що тривала 13 років, захищав кольори команд «Торонто Мейпл-Ліфс», «Тампа-Бей Лайтнінг», «Фінікс Койотс», «Монреаль Канадієнс», «Сент-Луїс Блюз», «Фер'єстад» та «Кельнер Гайє».
Загалом провів 683 матчі в НХЛ, включаючи 22 гри плей-оф Кубка Стенлі.
Виступав за збірну Канади.

## Статистика
| Сезон        | Клуб                               | Ліга         | Регулярний сезон | Регулярний сезон | Регулярний сезон | Регулярний сезон | Регулярний сезон | Плей-оф | Плей-оф | Плей-оф | Плей-оф | Плей-оф |
| Сезон        | Клуб                               | Ліга         | І                | Г                | П                | О                | ШХ               | І       | Г       | П       | О       | ШХ      |
| ------------ | ---------------------------------- | ------------ | ---------------- | ---------------- | ---------------- | ---------------- | ---------------- | ------- | ------- | ------- | ------- | ------- |
| 1993–94      | Державний університет Бовлінг Грін | ЦСХА         | 38               | 6                | 14               | 20               | 18               | —       | —       | —       | —       | —       |
| 1994–95      | Державний університет Бовлінг Грін | ЦСХА         | 37               | 16               | 33               | 49               | 35               | —       | —       | —       | —       | —       |
| 1995–96      | Державний університет Бовлінг Грін | ЦСХА         | 30               | 12               | 19               | 31               | 22               | —       | —       | —       | —       | —       |
| 1996–97      | Державний університет Бовлінг Грін | ЦСХА         | 38               | 30               | 32               | 62               | 46               | —       | —       | —       | —       | —       |
| 1996–97      | «Торонто Мейпл-Ліфс»               | НХЛ          | 13               | 2                | 2                | 4                | 4                | —       | —       | —       | —       | —       |
| 1997–98      | «Торонто Мейпл-Ліфс»               | НХЛ          | 82               | 15               | 32               | 47               | 24               | —       | —       | —       | —       | —       |
| 1998–99      | «Торонто Мейпл-Ліфс»               | НХЛ          | 79               | 20               | 24               | 44               | 35               | 17      | 3       | 2       | 5       | 4       |
| 1999–00      | «Торонто Мейпл-Ліфс»               | НХЛ          | 52               | 11               | 14               | 25               | 23               | —       | —       | —       | —       | —       |
| 1999–00      | «Тампа-Бей Лайтнінг»               | НХЛ          | 28               | 10               | 12               | 22               | 4                | —       | —       | —       | —       | —       |
| 2000–01      | «Тампа-Бей Лайтнінг»               | НХЛ          | 64               | 11               | 27               | 38               | 38               | —       | —       | —       | —       | —       |
| 2000–01      | «Фінікс Койотс»                    | НХЛ          | 12               | 2                | 3                | 5                | 4                | —       | —       | —       | —       | —       |
| 2001–02      | «Фінікс Койотс»                    | НХЛ          | 57               | 5                | 22               | 27               | 28               | 5       | 1       | 1       | 2       | 6       |
| 2002–03      | «Фінікс Койотс»                    | НХЛ          | 82               | 23               | 40               | 63               | 47               | —       | —       | —       | —       | —       |
| 2003–04      | «Фінікс Койотс»                    | НХЛ          | 11               | 1                | 9                | 10               | 10               | —       | —       | —       | —       | —       |
| 2004–05      | «Фер'єстад»                        | ШХЛ          | 8                | 1                | 2                | 3                | 4                | 6       | 0       | 2       | 2       | 4       |
| 2005–06      | «Фінікс Койотс»                    | НХЛ          | 80               | 16               | 38               | 54               | 50               | —       | —       | —       | —       | —       |
| 2006–07      | «Монреаль Канадієнс»               | НХЛ          | 80               | 11               | 20               | 31               | 40               | —       | —       | —       | —       | —       |
| 2007–08      | «Сент-Луїс Блюз»                   | НХЛ          | 21               | 2                | 3                | 5                | 8                | —       | —       | —       | —       | —       |
| 2008–09      | «Кельнер Гайє»                     | ДХЛ          | 28               | 4                | 9                | 13               | 52               | —       | —       | —       | —       | —       |
| Усього в НХЛ | Усього в НХЛ                       | Усього в НХЛ | 661              | 129              | 246              | 375              | 315              | 22      | 4       | 3       | 7       | 10      |